# Вооружённые силы Сахарской Арабской Демократической Республики
Народно-освободительная армия Сахары (НОАС; также латинизировано как Сахарави; часто сокращается как ELPS или ELP от Ejército de Liberación Popular Saharaui) — армия Сахарской Арабской Демократической Республики (САДР), ранее служившая вооружённым крылом Фронта Полисарио до основания Республики. Её главнокомандующим был генеральный секретарь Полисарио, но теперь армия также интегрирована в правительство САДРА через министра обороны САДРА. У САДРА и Фронта Полисарио нет военно-морского флота или военно-воздушных сил. Считается, что вооружённые подразделения НОАС сегодня насчитывают, возможно, 20 000-30 000 активных солдат, но за годы войны их численность, по-видимому, увеличилась до 100 000 человек. Её потенциальная численность во много раз превышает численность, поскольку как мужчины, так и женщины-беженцы в лагерях Тиндуфа проходят военную подготовку в возрасте 18 лет. Женщины формировали вспомогательные подразделения, защищавшие лагеря в годы войны.

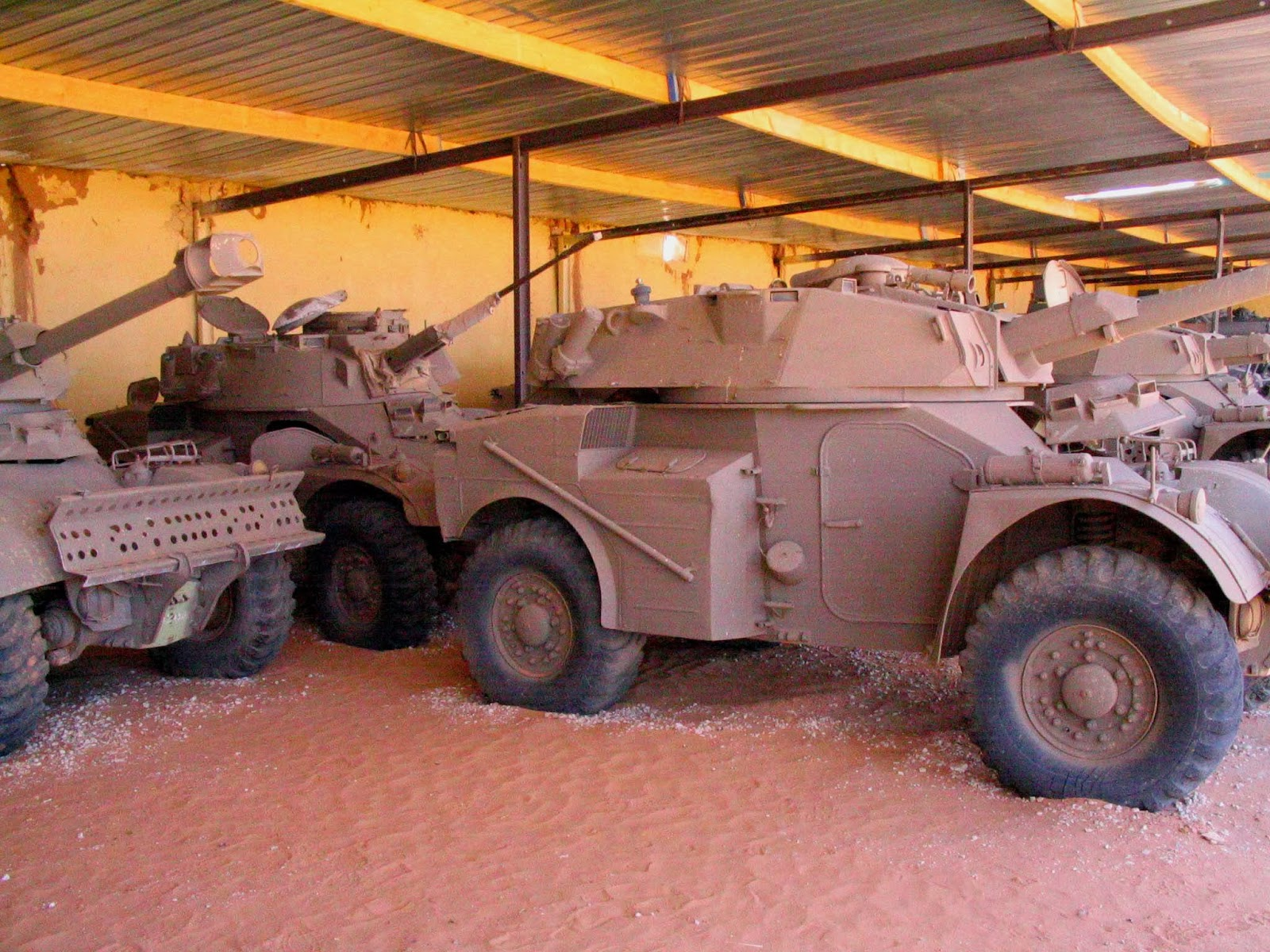
Трофейные марокканские бронеавтомобили Eland в музее Полисарио.

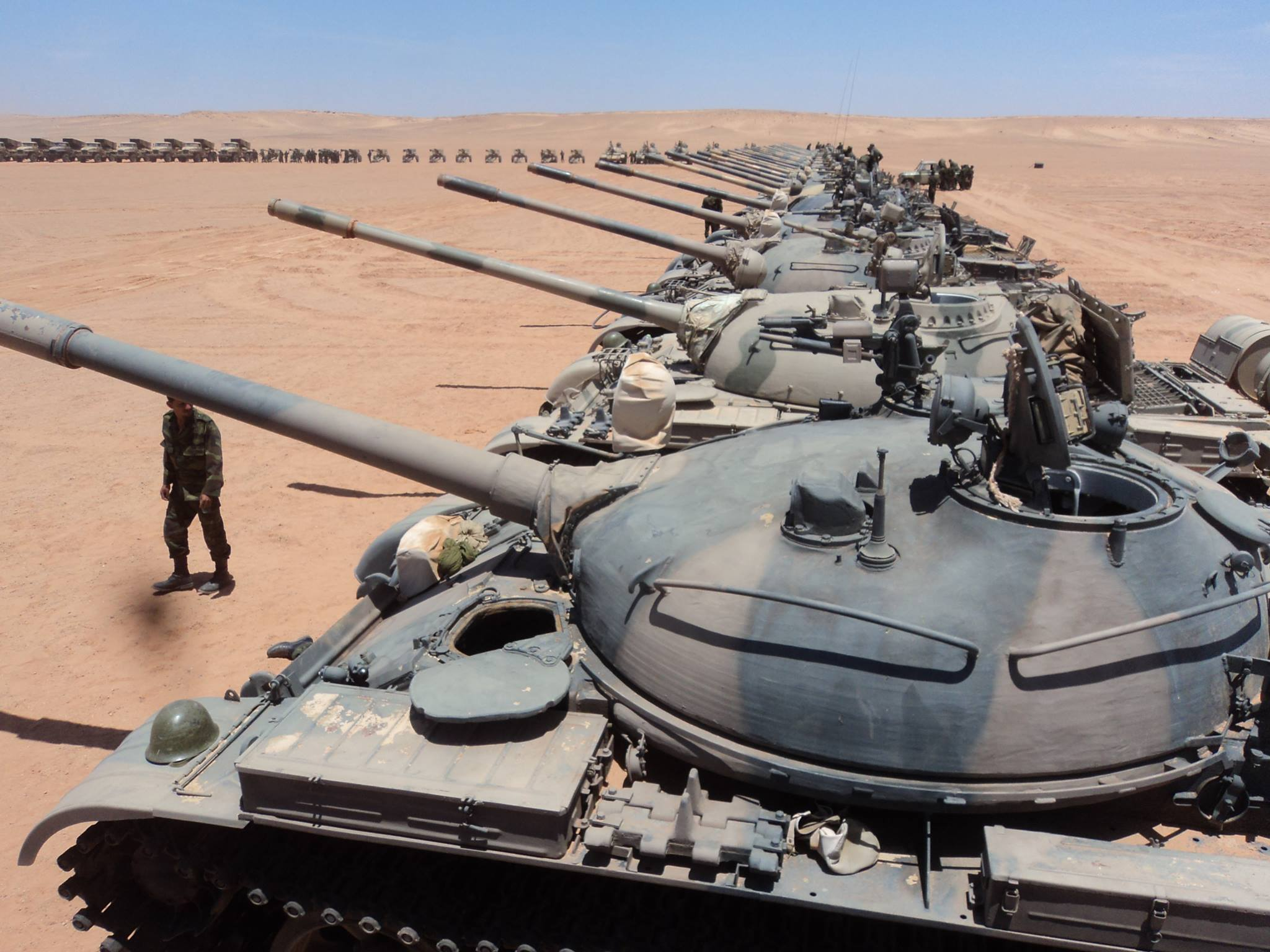
Танковая дивизия. 2012 год.

## Оборудование
Когда первоначально началось антииспанское восстание, Полисарио был вынужден собирать своё оружие индивидуально и перевозить его только пешком или на верблюдах. Но повстанцы увеличили свой арсенал и военную изощрённость после заключения союза с Алжиром в 1975 году. Современная НОАС оснащена в основном устаревшим вооружением российского производства, переданным в дар Алжиром. Но её арсеналы поражают разнообразием вооружения, большая часть которого захвачена у испанских, мавританских (Panhard AMLS) или марокканских войск (Eland Mk7, БМП Ratel, AMX-13,SK-105 Kürassiers) и производится во Франции, Соединённых Штатах, Южной Африке, Австрии или Великобритании. НОАС располагает несколькими бронетанковыми подразделениями, состоящими из старых танков (Т-55, Т-62), несколько более современных бронированных автомобилей (EE-9 Cascavels, БРДМ-2), боевых машин пехоты (БМП-1, БТР-60), ракетных установок (БМ-21, БМ-30) и полутреки. Ракеты класса «земля-воздух» (зенитные ракеты, такие как SA-6, SA-7, SA-8 и SA-9) сбили несколько марокканских истребителей F-5 и помогли компенсировать полный контроль Марокко над небом.
Одной из самых новаторских тактик НОАС было её раннее и широкое использование Land Rover и других переделанных гражданских транспортных средств, установка зенитных пулемётов (таких как ZPU-2 или ZU-23) или противотанковых ракет (таких как AT-3 Sagger) и их использование в большое количество, чтобы сокрушить неподготовленные гарнизонные аванпосты быстрыми внезапными ударами. Это может отражать трудности движения с получением оригинального военного снаряжения, но, тем не менее, оказалось мощной тактикой.
3 ноября 2005 года Фронт Полисарио подписал Женевскую Конвенцию, обязавшись ввести полный запрет на наземные мины, а позже начал уничтожать свои запасы наземных мин. Под международным наблюдением. Марокко является одним из 40 правительств, которые не подписали договор о запрещении мин 1997 года. Обе стороны широко использовали мины в ходе конфликта, но некоторые операции по разминированию проводились под наблюдением МООНРЗС после заключения соглашения о прекращении огня.

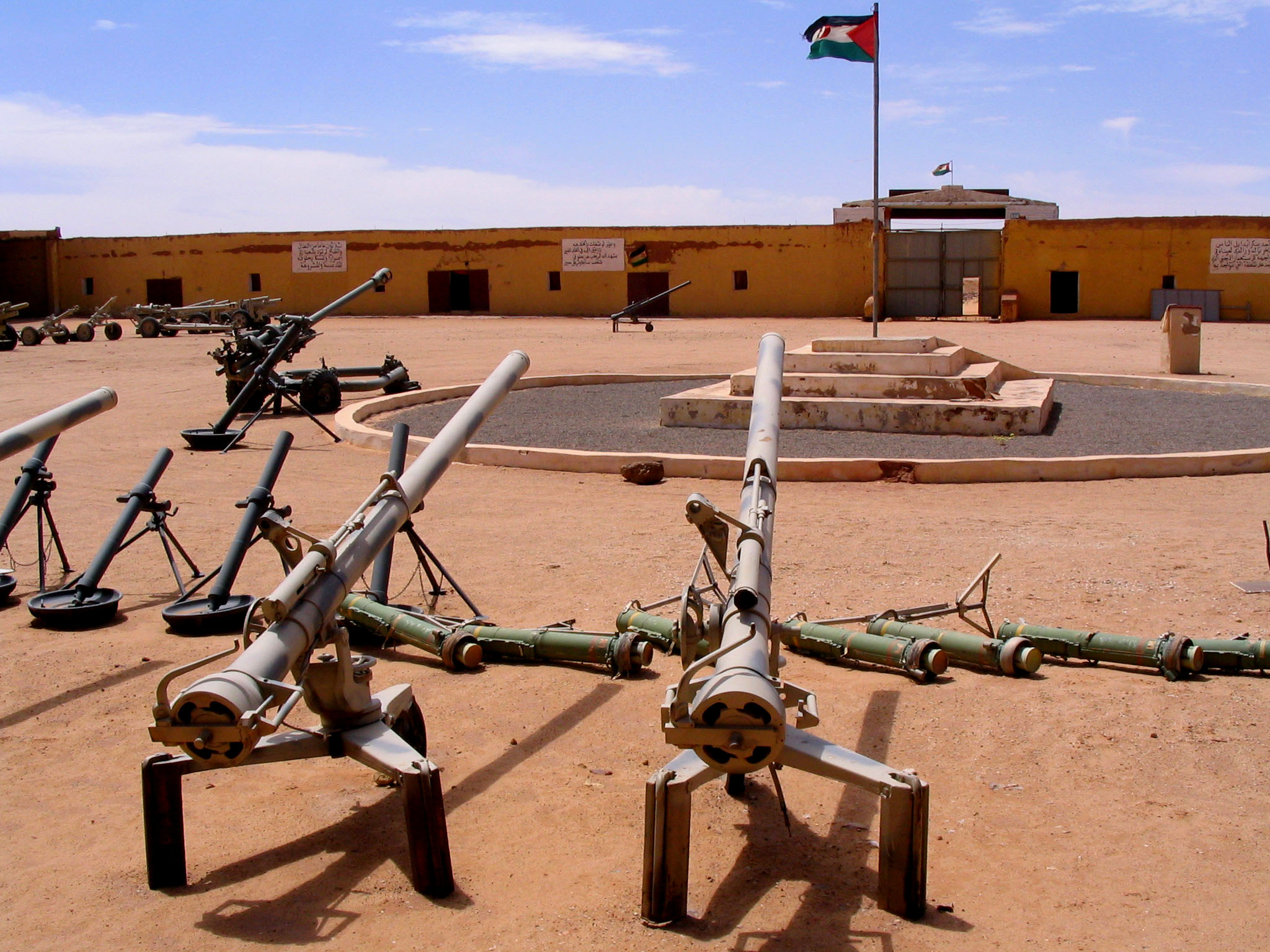
Техника в музее Полисарио.

## Тактика
НОАС традиционно использовала тактику газзи, то есть моторизованные внезапные рейды на большие расстояния, которые были вдохновлены традиционными военными отрядами племён сахари на верблюдах. Однако после строительства Марокканской стены это превратилось в тактику, больше напоминающую обычную войну, с упором на артиллерию , снайперов и другие дальнобойные атаки. На обоих этапах войны подразделения НОАС полагались на превосходное знание местности, скорость и внезапность, а также на способность удерживать опытных бойцов.

## Звания
| Категория             | Генералитет   | Старшие офицеры | Старшие офицеры | Старшие офицеры | Младшие офицеры           | Младшие офицеры | Младшие офицеры   |
| --------------------- | ------------- | --------------- | --------------- | --------------- | ------------------------- | --------------- | ----------------- |
| Знак различия         |               |                 |                 |                 |                           |                 |                   |
| Оригинальное название | Amid          | Aqid            | Muqaddam        | Raid            | Naqib                     | Mulazim Awwal   | Mulazim           |
| Российский аналог     | Генерал-майор | Полковник       | Подполковник    | Майор           | Капитан (воинское звание) | Лейтенант       | Младший лейтенант |

| Категория           | Сержанты        | Сержанты | Сержанты        | Рядовые     | Рядовые |
| ------------------- | --------------- | -------- | --------------- | ----------- | ------- |
| Знак различия       |                 |          |                 |             |         |
| Оригинальное звание | Raqib Awwal     | Raqib    | Arif            | Jundy Awwal | Private |
| Российский аналог   | Старший сержант | Сержант  | Младший сержант | Ефрейтор    | Рядовой |